# پیونیر جانکشن (مونتانا)
پیونیر جانکشن (به انگلیسی: Pioneer Junction) یک منطقهٔ مسکونی در ایالات متحده آمریکا است که در شهرستان لینکلن، مونتانا واقع شده‌است. پیونیر جانکشن ۹٫۱۲ کیلومتر مربع مساحت و ۹۵۹ نفر جمعیت دارد و ۷۴۳ متر بالاتر از سطح دریا واقع شده‌است.